# Olga Mineyeva
Olga Mineyeva (en russe : Ольга Павловна Минеева), née Olga Syrovatskaya le 1er octobre 1952, en URSS, est une athlète soviétique.

## Biographie
Sous son nom de jeune fille, elle a pris part aux Jeux olympiques d'été de 1972 à Munich et terminait huitième en finale du relais 4 × 400 m. Sur 400 m, elle ne passait pas le cap des quarts de finale.
Aux Jeux olympiques d'été de 1980 à Moscou, elle remportait la médaille d'argent sur 800 m, derrière sa compatriote Nadezhda Olizarenko mais devançant une autre compatriote Tatyana Providokhina.
Le 8 septembre 1982 à Athènes, elle devenait championne d'Europe sur 800 m en établissant un nouveau record d'Europe en 1 min 55 s 41. En relais 4 × 400 m, elle obtenait le bronze avec l'Union Soviétique derrière les relais est-allemands et tchécoslovaques.
Sa nièce, Anastasia Solovieva est médaillée de bronze aux Jeux paralympiques d'été de 2020.

## Palmarès

### Jeux olympiques
- Jeux olympiques d'été de 1972 à Munich ( Allemagne de l'Ouest) 
  - éliminée en quart de finale sur 400 m
  - 8e en relais 4 × 400 m
- Jeux olympiques d'été de 1980 à Moscou ( Union soviétique) 
  -  Médaille d'argent sur 800 m

### Championnats d'Europe d'athlétisme
- Championnats d'Europe d'athlétisme de 1982 à Athènes ( Grèce)
  -  Médaille d'or au sur 800 m
  -  Médaille de bronze en relais 4 × 400 m